# Skotnice
Skotnice (en allemand : Köttnitz) est une commune du district de Nový Jičín, dans la région de Moravie-Silésie, en République tchèque. Sa population s'élevait à 870 habitants en 2021.

## Géographie
Skotnice est arrosée par la rivière Lubina, un affluent de l'Oder, et se trouve à 3 km au nord-nord-ouest de Příbor, à 12 km au nord-est de Nový Jičín, à 21 km au sud-ouest d'Ostrava et à 270 km à l'est-sud-est de Prague.

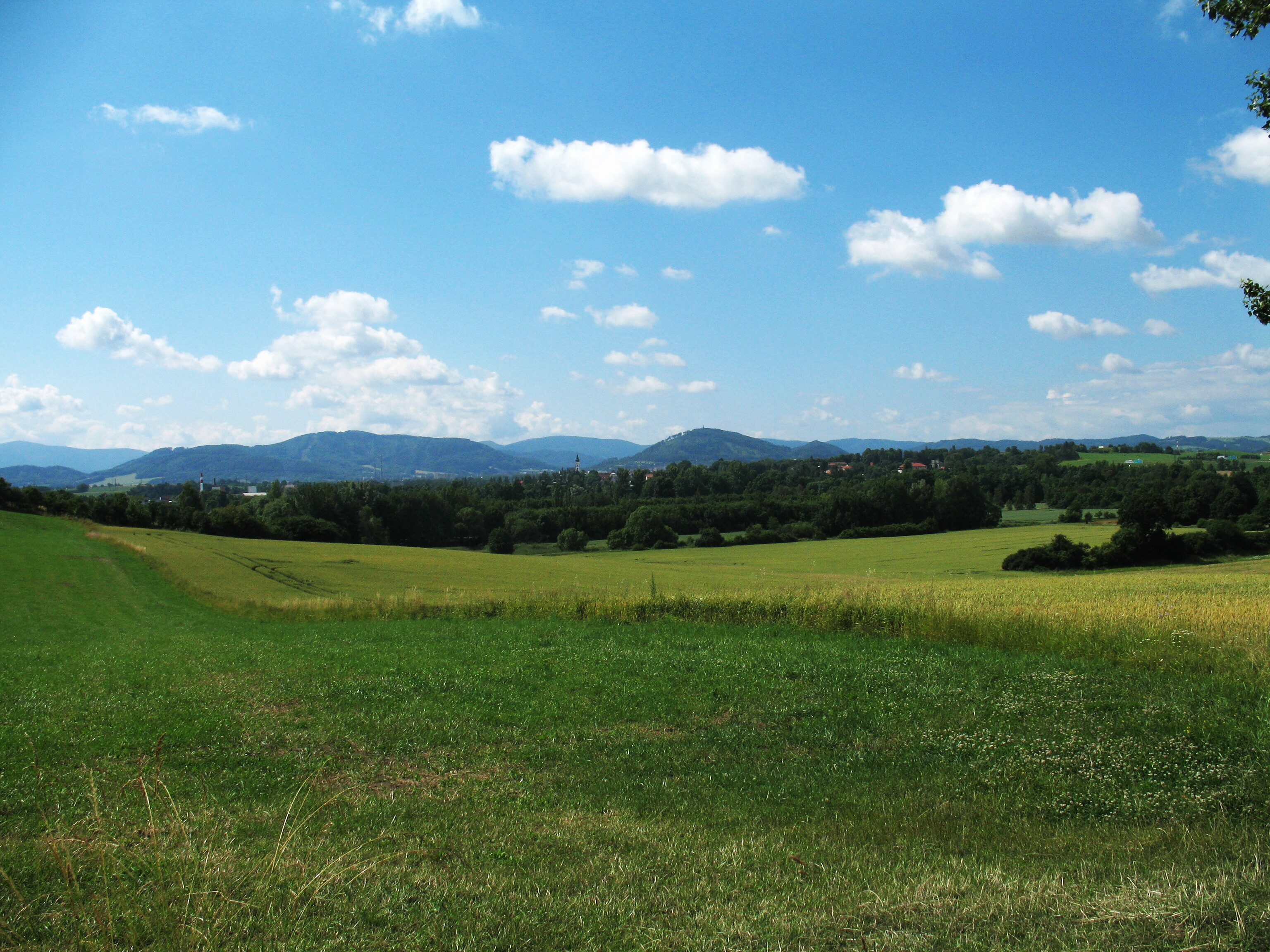
Hončova hůrka.

La commune est limitée par Mošnov au nord, par Trnávka et Kateřinice à l'est, par Příbor au sud et par Sedlnice à l'ouest.

## Histoire
La première mention écrite de la localité date de 1278.

## Transports
Par la route, Skotnice se trouve à 16 km du centre de Nový Jičín, à 28 km d'Ostrava et à 341 km de Prague.